# Kunal Nayyar

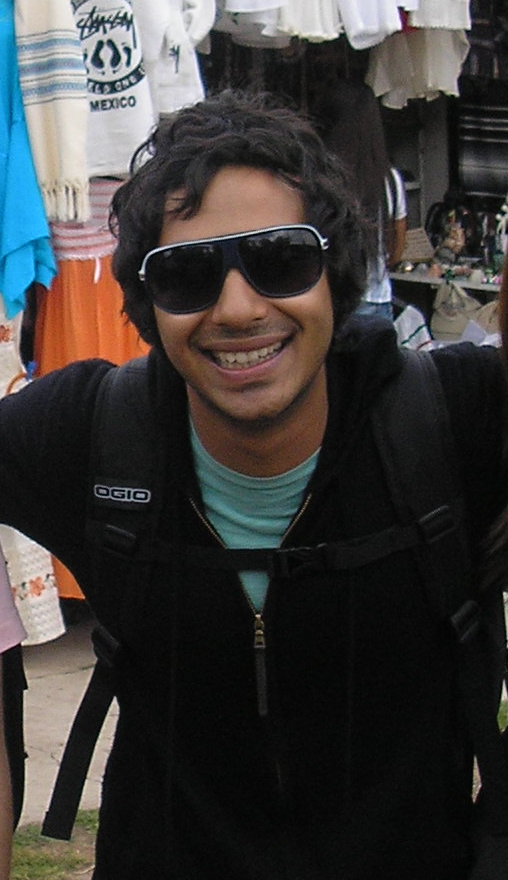
Kunal Nayyar 2008.

Kunal Nayyar, född 30 april 1981 i London och uppväxt i New Delhi, är en indisk-brittisk skådespelare.
Nayyar flyttade tillbaka till Storbritannien vid 18 års ålder för att studera vid en teaterskola.[källa behövs] Senare fortsatte han sina studier i Portland i delstaten Oregon i USA. Idag är Nayyar känd för sin roll i TV-serien The Big Bang Theory, där han spelar astronomen Rajesh Ramayan Koothrappali från Indien. Efter Nayyars stora framgångar som astronomen från Indien i "The Big Bang Theory" har han fått medverka i en del amerikanska pratshower, till exempel The Late Late Show with Craig Ferguson den åttonde maj 2009.
Asteroiden 8627 Kunalnayyar är uppkallad efter honom.

## Filmografi och tv
- 2007-2019 – The Big Bang Theory
- 2007 – NCIS (TV-serie) – Youssef Zidan (Säsong 4 avsnitt 12: Suspicion)
- 2004 – S.C.I.E.N.C.E